# Кубок обладателей кубков ЕКВ среди женщин 1992/1993
21-й розыгрыш Кубка обладателей кубков ЕКВ среди женщин проходил с 3 октября 1992 по 21 февраля 1993 года с участием 31 клубной команды стран-членов Европейской конфедерации волейбола. Победителем стала немецкая команда КЮД (Берлин).

## Команды-участницы
| Страна       | Команда                            |
| ------------ | ---------------------------------- |
| Австрия      | «Вюстенрот» (Зальцбург)            |
| Азербайджан  | БЗБК (Баку)                        |
| Албания      | «Теута» (Дуррес)                   |
| Англия       | «Британния Мьюзик» (Лондон)        |
| Беларусь     | «Коммунальник» (Минск)             |
| Бельгия      | «Датовок» (Тонгерен)               |
| Болгария     | «Левски-Спартак» (София)           |
| Венгрия      | «Вашаш» (Будапешт)                 |
| Германия     | КЮД (Берлин)                       |
| Греция       | «Панэллиниос» (Афины)              |
| Дания        | «Хольте» (Хольте)                  |
| Израиль      | «Хапоэль» (Бат-Ям)                 |
| Испания      | «Эспаньол» (Корнелья-де-Льобрегат) |
| Италия       | «Сирио» (Перуджа)                  |
| Кипр         | АЭЛ (Лимасол)                      |
| Латвия       | «Кимикис» (Даугавпилс)             |
| Нидерланды   | «Схиппер-Мартинус» (Амстелвен)     |
| Норвегия     | «Харстад» (Харстад)                |
| Польша       | «Палац» (Быдгощ)                   |
| Португалия   | «Боавишта» (Порту)                 |
| Россия       | ЦСКА (Москва)                      |
| Румыния      | «Университатя» (Крайова)           |
| Словения     | «Цимос» (Копер)                    |
| Турция       | «Эмлякбанк» (Анкара)               |
| Украина      | «Орбита» (Запорожье)               |
| Финляндия    | «Тармо Воллей» (Хямеэнлинна)       |
| Франция      | «Рьом-Овернь» (Рьом-эс-Монтань)    |
| Хорватия     | «Риека-Кроация» (Риека)            |
| Чехословакия | «Славия» (Братислава)              |
| Швейцария    | РТВ (Базель)                       |
| Швеция       | «Эребру» (Эребру)                  |

## Система проведения розыгрыша
В турнире принимают участие команды 31 страны-члена ЕКВ (представители национальных чемпионатов или Кубков своих стран). Во всех стадиях турнира применяется система плей-офф, то есть команды делятся на пары и проводят между собой по два матча с разъездами. Победителем пары выходит команда, одержавшая две победы. В случае равенства побед победителем становится команда, имеющая лучшее соотношение партий по сумме обоих матчей. В случае равенства и этого показателя в дальнейшую стадию плей-офф выходит команда, имеющая лучшее соотношение игровых очков по сумме матчей.
В двух первых раундах плей-офф приняли участие 23 команды. 8 победителей пар 2-го раунда выходят в 1/8 финала, где к ним присоединяются 8 команд, освобождённых от участия в стартовых раундах. 
8 команд-участниц четвертьфинала плей-офф определяют четырёх участников финального этапа.
Финальный этап состоит из предварительного раунда, полуфинала и двух финалов (за 3-е и 1-е места). Пары предварительного раунда определяются жеребьёвкой. Победители пар в полуфинальных матчах против проигравших определяют участников финала.

## 1-й раунд
октябрь 1992
 АЭЛ (Лимасол) —  «Датовок» (Тонгерен)
3 октября. 0:3 (5:15, 0:15, 4:15).
10 октября. 0:3 (5:15, 0:15, 2:15).
 «Харстад» —  РТВ (Базель)
3 октября. 0:3 (10:15, 2:15, 5:15).
10 октября. 0:3 (4:15, 5:15, 11:15).
 «Палац» (Быдгощ) —  «Орбита» (Запорожье)
3 октября. 0:3 (4:15, 7:15, 14:16).
10 октября. 1:3 (9:15, 5:15, 16:14, 2:15).
 «Цимос» (Копер) —  «Боавишта» (Порту)
3 октября. 0:3 (4:15, 6:15, 8:15).
10 октября. 1:3 (15:10, 9:15, 3:15, 7:15).
 «Британния Мьюзик» (Лондон) —  «Хольте»
3 октября. 0:3 (8:15, 6:15, 13:15).
10 октября. 1:3 (10:15, 16:14, 6:15, 3:15).
 «Хапоэль» (Бат-Ям) —  «Теута» (Дуррес)
3 октября. 2:3 (7:15, 15:11, 9:15, 15:12, 10:15).
10 октября. 0:3 (3:15, 6:15, 5:15).
 «Эребру» —  «Кимикис» (Даугавпилс)
3 октября. 0:3 (14:16, 1:15, 10:15).
10 октября. 2:3 (15:7, 4:15, 10:15, 15:7, 7:15).

## 2-й раунд
ноябрь 1992
 «Славия» (Братислава) —  КЮД (Берлин)
7 ноября. 0:3 (13:15, 11:15, 3:15).
14 ноября. 2:3 (15:10, 5:15, 15:12, 13:15, 12:15).
 «Датовок» (Тонгерен) —  ЦСКА (Москва)
7 ноября. 0:3 (13:15, 9:15, 9:15).
14 ноября. 0:3 (2:15, 11:15, 10:15).
 РТВ (Базель) —  «Орбита» (Запорожье)
7 ноября. 0:3 (10:15, 3:15, 2:15).
14 ноября. 0:3 (1:15, 3:15, 12:15).
 «Хольте» —  «Боавишта» (Порту)
7 ноября. 0:3 (7:15, 4:15, 11:15).
14 ноября. 0:3 (9:15, 10:15, 9:15).
 «Коммунальник» (Минск) —  «Риека-Кроация» (Риека)
7 ноября. 3:2 (13:15, 15:9, 13:15, 15:0, 15:11).
14 ноября. 3:0 (15:8, 15:11, 15:6).
 «Панэллиниос» (Афины) —  «Теута» (Дуррес)
7 ноября. 0:3 (9:15, 9:15, 8:15).
14 ноября. 2:3 (13:15, 16:14, 16:14, 7:15, 14:16).
 «Кимикис» (Даугавпилс) —  «Тармо Воллей» (Хямеэнлинна)
7 ноября. 3:0 (15:10, 15:9, 15:6).
14 ноября. 3:0 (15:12, 15:7, 15:6).
 «Эспаньол» (Корнелья-де-Льобрегат) —  «Вюстенрот» (Зальцбург)
7 ноября. 1:3 (15:9, 5:15, 11:15, 8:15).
14 ноября. 1:3 (15:13, 13:15, 8:15, 2:15).
От участия в двух первых раундах освобождены:
| БЗБК (Баку) «Левски-Спартак» (София) «Вашаш» (Будапешт) «Сирио» (Перуджа) | «Схиппер-Мартинус» (Амстелвен) «Университатя» (Крайова) «Эмлякбанк» (Анкара) «Рьом-Овернь» (Рьом-эс-Монтань) |

## 1/8 финала
декабрь 1992
 КЮД (Берлин) —  «Университатя» (Крайова)
6 декабря. 3:0 (15:7, 15:2, 15:2).
13 декабря. 3:1 (15:10, 12:15, 15:5, 15:11).
 «Схиппер-Мартинус» (Амстелвен) —  ЦСКА (Москва)
6 декабря. 1:3 (16:14, 14:16, 13:15, 4:15).
12 декабря. 0:3 (0:15, 12:15, 3:15).
 БЗБК (Баку) —  «Боавишта» (Порту)
6 декабря. 3:0 (15:4, 15:0, 15:9).
12 декабря. 3:0 (15:8, 15:5, 15:10).
 «Орбита» (Запорожье) —  «Левски-Спартак» (София)
12 декабря. 3:0 (15:9, 17:15, 15:3).
13 декабря. 3:0 (16:14, 15:6, 15:8).
 «Сирио» (Перуджа) —  «Коммунальник» (Минск)
5 декабря. 1:3 (13:15, 15:10, 8:15, 12:15).
6 декабря. 3:1 (15:13, 17:15, 13:15, 15:4). Соотношение игровых очков по сумме двух матчей — 108:102.
 «Теута» (Дуррес) —  «Вашаш» (Будапешт)
5 декабря. 0:3 (3:15, 7:15, 13:15).
12 декабря. 0:3 (4:15, 3:15, 14:16).
 «Рьом-Овернь» (Рьом-эс-Монтань) —  «Кимикис» (Даугавпилс)
4 декабря. 3:0 (15:1, 15:6, 15:6).
6 декабря. 3:0 (15:5, 15:8, 15:11).
 «Вюстенрот» (Зальцбург) —  «Эмлякбанк» (Анкара)
5 декабря. 3:0 (15:10, 15:11, 15:7).
12 декабря. 3:0 (15:13, 15:4, 15:7).

## Четвертьфинал
январь 1993
 ЦСКА (Москва) —  КЮД (Берлин)
20 января. 3:1 (15:8, 16:14, 6:15, 15:1).
27 января. 0:3 (2:15, 5:15, 3:15).
 БЗБК (Баку) —  «Орбита» (Запорожье)
20 января. 3:1 (12:15, 15:7, 15:12, 15:7).
27 января. 1:3 (15:13, 3:15, 12:15, 14:16). Соотношение игровых очков по сумме двух матчей — 101:100.
 «Сирио» (Перуджа) —  «Вашаш» (Будапешт)
24 января. 3:0 (15:6, 15:8, 15:10).
26 января. 3:0 (15:10, 15:9, 15:4).
 «Рьом-Овернь» (Рьом-эс-Монтань) —  «Вюстенрот» (Зальцбург)
20 января. 3:0 (15:2, 15:6, 15:1).
27 января. 3:0 (15:13, 15:6, 16:14).

## Финал четырёх
19—21 февраля 1993.  Перуджа.
Участники:
 «Сирио» (Перуджа)

 БЗБК (Баку)

 КЮД (Берлин)

 «Рьом-Овернь» (Рьом-эс-Монтань)

### Предварительный раунд
19 февраля
 КЮД —  БЗБК
3:0 (15:13, 15:11, 15:8).
 «Рьом-Овернь» —  «Сирио»
3:1 (8:15, 15:13, 15:9, 15:10).

### Полуфинал
20 февраля
 БЗБК —  «Рьом-Овернь»
3:2 (12:15, 15:13, 12:15, 15:11, 15:13).
 КЮД —  «Сирио»
3:0 (15:6, 15:11, 15:11).

### Матч за 3-е место
21 февраля
 «Сирио» —  «Рьом-Овернь»
3:0 (15:7, 15:6, 15:13).

### Финал
21 февраля
 КЮД —  БЗБК
3:1 (15:9, 13:15, 15:8, 15:6).

### Итоги

#### Положение команд
| КЮД (Берлин)                       |
| БЗБК (Баку)                        |
| «Сирио» (Перуджа)                  |
| 4. «Рьом-Овернь» (Рьом-эс-Монтань) |

#### Призёры
КЮД (Берлин): Сусанне Ламе, Саския ван Хинтум, Пегги Кюттнер, Констанц Радфан, Беатрис Дёмеланд, Жанете Страздиня, Грит Леман, Ина Мезер, Янине Аст, Майке Арльт, Грит Науман.
  БЗБК (Баку).
  «Сирио» (Перуджа): Мауриция Каччатори, Яна Фольмер, Гвендалина Буффон, Сара Ферретти, Чинция Перона, Марианна Мерлуцци, Кристина Сапорити, Яна Елисакова, Элизабетта Серрапика, ... 